# ハロルド・ハケット
ハロルド・ハケット（Harold Hackett, 1878年7月12日 - 1937年11月20日）は、アメリカ・マサチューセッツ州ヒンガム出身の男子テニス選手。フルネームは Harold Humphrey Hackett （ハロルド・ハンフリー・ハケット）という。エール大学卒業。1905年から1911年にかけて、全米選手権の男子ダブルスでフレッド・アレクサンダーとともに「7年連続」決勝に進出し、1907年から1910年まで4連覇を達成した選手である。

## 来歴
ハロルド・ハケットとフレッド・アレクサンダーは、1905年から1911年まで7年連続で全米選手権男子ダブルス決勝に進んだ。同一ペアによる通算7度の決勝進出は、今なお全米選手権の最多記録である。2人のダブルスは、ハケットが（アレクサンダーに比べて）柔らかいショットを打ち、相手組の裏をかく戦術に優れていた。最初の2年間、2人は1905年・1906年の男子ダブルス決勝で、2年連続でホルコム・ウォード＆ビールズ・ライト組に敗れた。1907年から1910年まで、2人は全米男子ダブルス4連覇を達成し、4年連続で決勝戦をストレート勝ちで制した。しかし、1911年の男子ダブルス決勝でハケットとアレクサンダーは、レイモンド・リトル＆グスタブ・タッチャード組に 5-7, 15-13, 2-6, 4-6 で敗れ、5連覇を逃した。
ハケットの全米男子シングルス成績は、1906年のベスト8が自己最高成績で、この分野はあまり得意ではなかった。
ハケットは男子テニス国別対抗戦・デビスカップにも、1908年・1909年・1913年の3度アメリカ代表選手として出場した。彼の出場試合はすべてダブルス戦で、通算成績は5勝1敗である。1913年のデビスカップでは、ハケットは（アレクサンダーではなく）モーリス・マクローリンと組んで4試合に出場した。
1937年11月20日、ニューヨークにて59歳で死去。1954年に国際テニス殿堂が設立され、ハロルド・ハケットは1961年にダブルス・パートナーのフレッド・アレクサンダーと一緒に殿堂入りを果たした。